# Guteneck

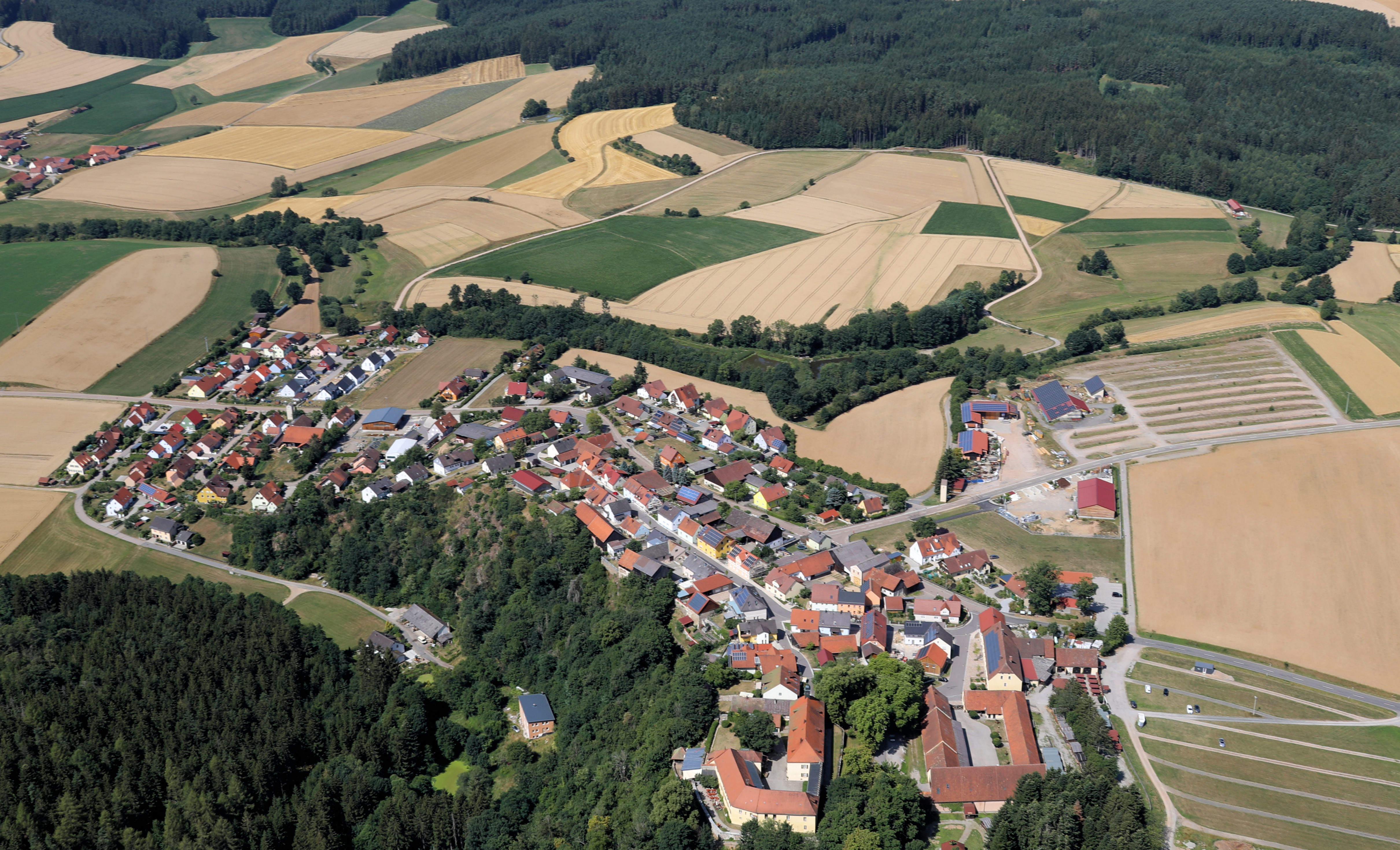
Guteneck (2022)

Guteneck ist eine Gemeinde im Oberpfälzer Landkreis Schwandorf.

## Geographie
Der Hauptort liegt in der Region Oberpfalz-Nord, sieben Kilometer östlich der Autobahn A 93 auf dem felsigen Westufer hoch über dem Katzbach, der ungefähr drei Kilometer weiter südlich bei Willhof in die Schwarzach mündet.

### Nachbargemeinden
Die Nachbargemeinden (im Uhrzeigersinn) sind: Gleiritsch, Teunz, Niedermurach, Altendorf, Nabburg und Pfreimd.
| Pfreimd 8 km | Gleiritsch 6 km                             | Teunz 8 km        |
| Nabburg 7 km | Kompassrose, die auf Nachbargemeinden zeigt | Niedermurach 6 km |
| Nabburg 7 km | Altendorf 4 km                              | Altendorf 4 km    |

### Gemeindegliederung
Die Gemeinde hat 14 Gemeindeteile (in Klammern ist der Siedlungstyp angegeben):
- Felsmühle (Weiler)
- Guteneck (Dorf)
- Häuslberg (Einöde)
- Luigendorf (Weiler)
- Maximilianshof (Weiler)
- Mitteraich (Weiler)
- Oberaich (Weiler)
- Oberkatzbach (Dorf)
- Pischdorf (Kirchdorf)
- Trefnitz (Weiler)
- Trichenricht (Dorf)
- Unteraich (Kirchdorf)
- Unterkatzbach (Dorf)
- Weidenthal (Pfarrdorf)

Es gibt die Gemarkungen Guteneck, Pischdorf und Unteraich.

## Geschichte

### Bis zur Gemeindegründung
Der 1147 erstmals urkundlich erwähnte Ort war Teil des Kurfürstentums Bayern und bildete eine geschlossene Hofmark, die seit 1576 im Besitz der Grafen von Kreuth war. Im Zuge der Verwaltungsreformen in Bayern entstand mit dem Gemeindeedikt von 1818 die Gemeinde.

### Schloss
Dem heutigen Schloss Guteneck ging im 13. Jahrhundert eine gotische Burganlage voraus über der später ein Schloss errichtet wurde. Von 1272 bis 1574 war es Besitz der Herren von Murach und von 1570 bis 1893 besaßen es die Grafen von Kreith. Das Schloss brannte 1822 bei einem Dorfbrand völlig ab. Zuerst wurde nur die Kapelle und das mit ihr verbundene Schlossgebäude wieder aufgebaut. Graf Franz von Spreti baute 1894 einen Wohnflügel auf mittelalterlichen Fundamenten auf, wobei er barocke Mauerreste mit verwendete. Die jetzigen Eigentümer, die Grafen Beissel von Gymnich bieten Ferienwohnungen im Schloss an. Die Schlosskapelle ist beliebt für Trauungen.

### Eingemeindungen
Im Zuge der Gebietsreform in Bayern wurden am 1. Januar 1972 die Gemeinden Pischdorf und Unteraich eingegliedert. Am 1. Mai 1978 kamen kleine Teile der aufgelösten Gemeinde Hohentreswitz dazu.

### Einwohnerentwicklung
| Jahr      | 1961 | 1970 | 1987 | 1991 | 1995 | 2000 | 2005 | 2010 | 2015 | 2023 |
| Einwohner | 1005 | 998  | 914  | 887  | 876  | 892  | 879  | 877  | 831  | 830  |

## Politik und Öffentliche Verwaltung
Die Gemeinde ist Mitglied der Verwaltungsgemeinschaft Nabburg.
Erster Bürgermeister ist Johann Wilhelm (CSU).

### Wappen
| Wappen von Guteneck | Blasonierung: „Unter silbernem Schildhaupt mit drei oben gezinnten roten Arkadenbögen, in Grün über goldenem Dreiberg ein silberner Pflug.“ |
| Wappen von Guteneck | Wappenbegründung: Die drei Arkadenbögen im Schildhaupt sind den Arkaden im Schlosshof von Guteneck nachempfunden. Die Burg war über Jahrhunderte Mittelpunkt der Hofmark Guteneck; die Tingierung in Silber und Rot deckt sich mit den Wappenfarben von zwei bedeutenden Inhaberfamilien, der Herren von Murach (ca. 1283 bis 1574) und der Grafen von Kreuth bzw. Kreith (1574 bis 1893). Der silberne Pflug weist auf die vorwiegend landwirtschaftliche Struktur des Gemeindegebiets hin. Der Dreiberg im Schildfuß steht für die drei Gipfel des Herrnbergs, auch Gutenecker Herren genannt, und soll zugleich an die Neuformation der Gemeinde aus den drei Gemeinden Guteneck, Unteraich und Pischdorf im Jahr 1972 erinnern. Dieses Wappen wird seit 1982 geführt. |

## Kultur und Sehenswürdigkeiten
- Mittelalterlicher Ortskern rund um Schloss Guteneck
- Pfarrkirche St. Michael in Weidenthal
- Historischer Romantischer Weihnachtsmarkt an den Adventswochenenden auf Schloss Guteneck; zusätzlich seit 2012 Gartentage (Wochenende im April)
- Schlosskapelle bei Schloss Guteneck
- Baderkapelle
- Lourdesgrotte
- Vom in östlicher Richtung zwei Kilometer entfernten Oberkatzbach kommt der Fränkische Jakobsweg, der mit einer weißen Muschel auf hellblauem Grund markiert ist. Nächste Station am Fränkischen Jakobsweg ist das vier Kilometer südlich von Guteneck liegende Schirmdorf.[9]

## Wirtschaft und Infrastruktur

### Bildung
Kindergarten und Grundschule mit zwei Kombiklassen befinden sich im Ortsteil Weidenthal, Gemeinde Guteneck.

### Sport
- SF Weidenthal/Guteneck
- Hubertus-Schützen-Guteneck[10]

## Persönlichkeiten

### Söhne und Töchter der Gemeinde
- Hans Werner (1912–1989), Politiker (CSU)

### Mit der Gemeinde verbundene Persönlichkeiten
Der Besitzer des Schlosses Guteneck ist Burkhard Graf Beissel von Gymnich.

## Anmerkung
Die Herrschaft Guteneck (Gutenegkh, slow. Gotnik) mit der gleichnamigen Burg – einst zum Herzogtum Krain gehörig, heute slowenisches Territorium – war im Mittelalter ein Lehen des Patriarchats von Aquileja.

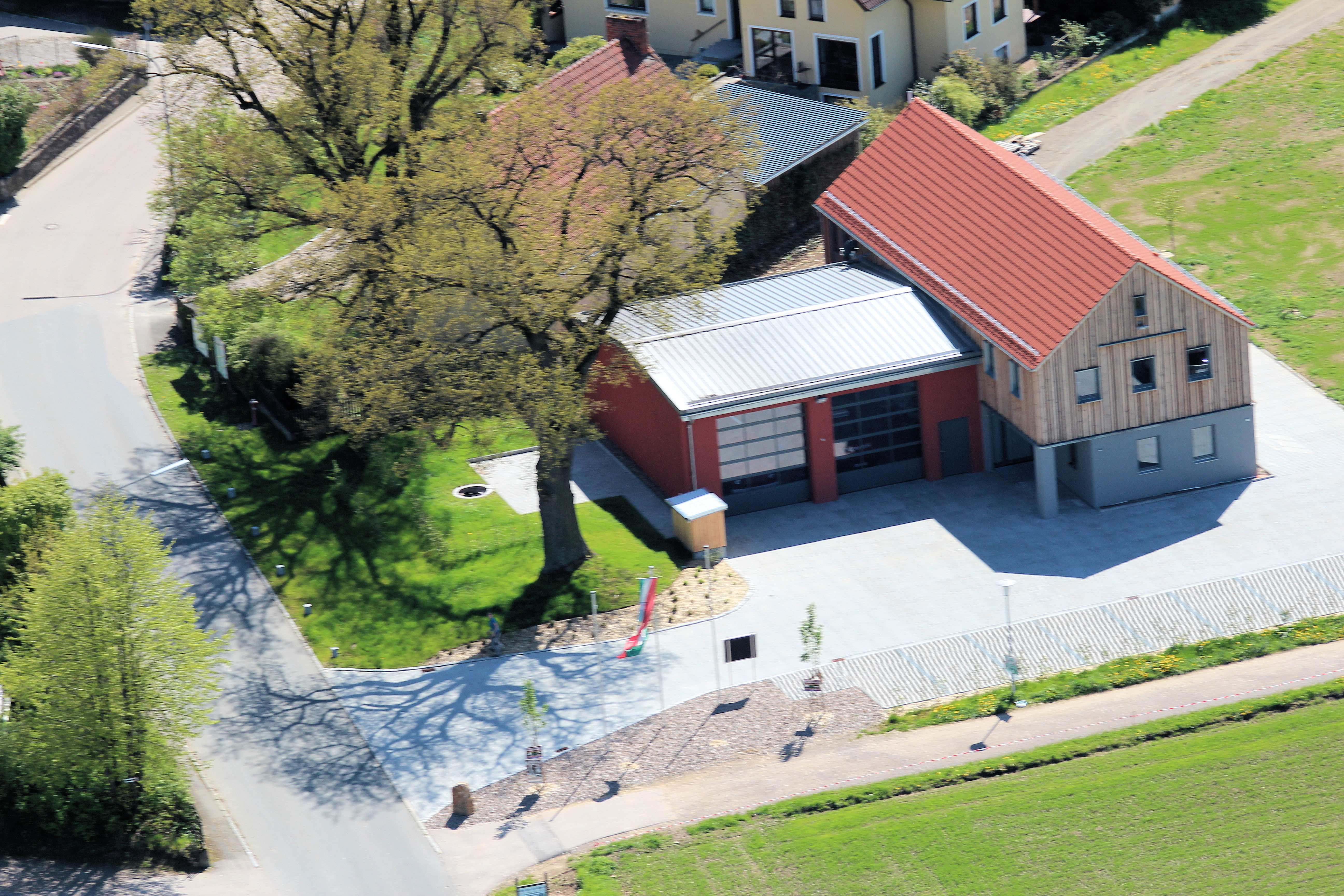
Feuerwehrhaus Guteneck (2017)
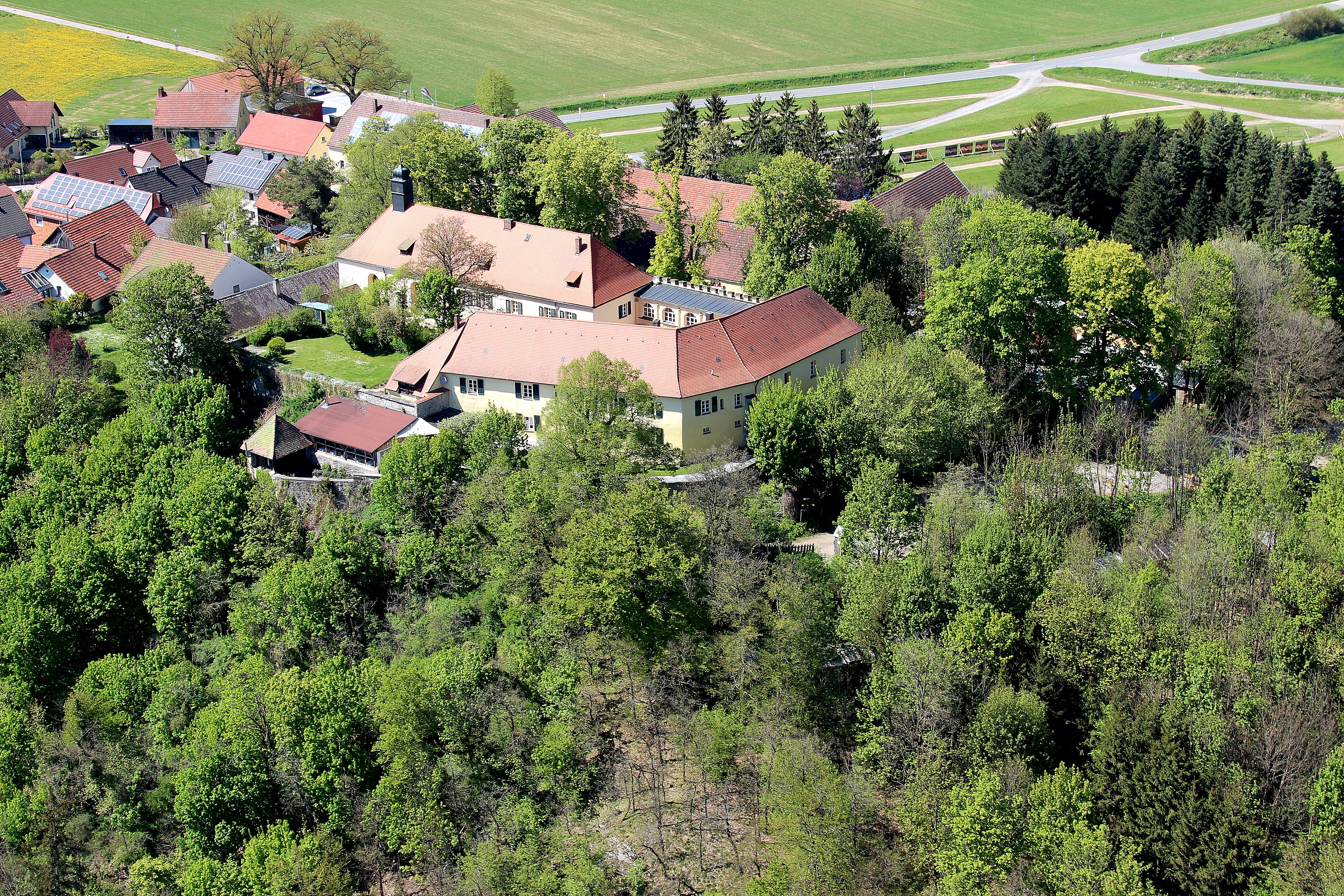
Schloss Guteneck (2017)
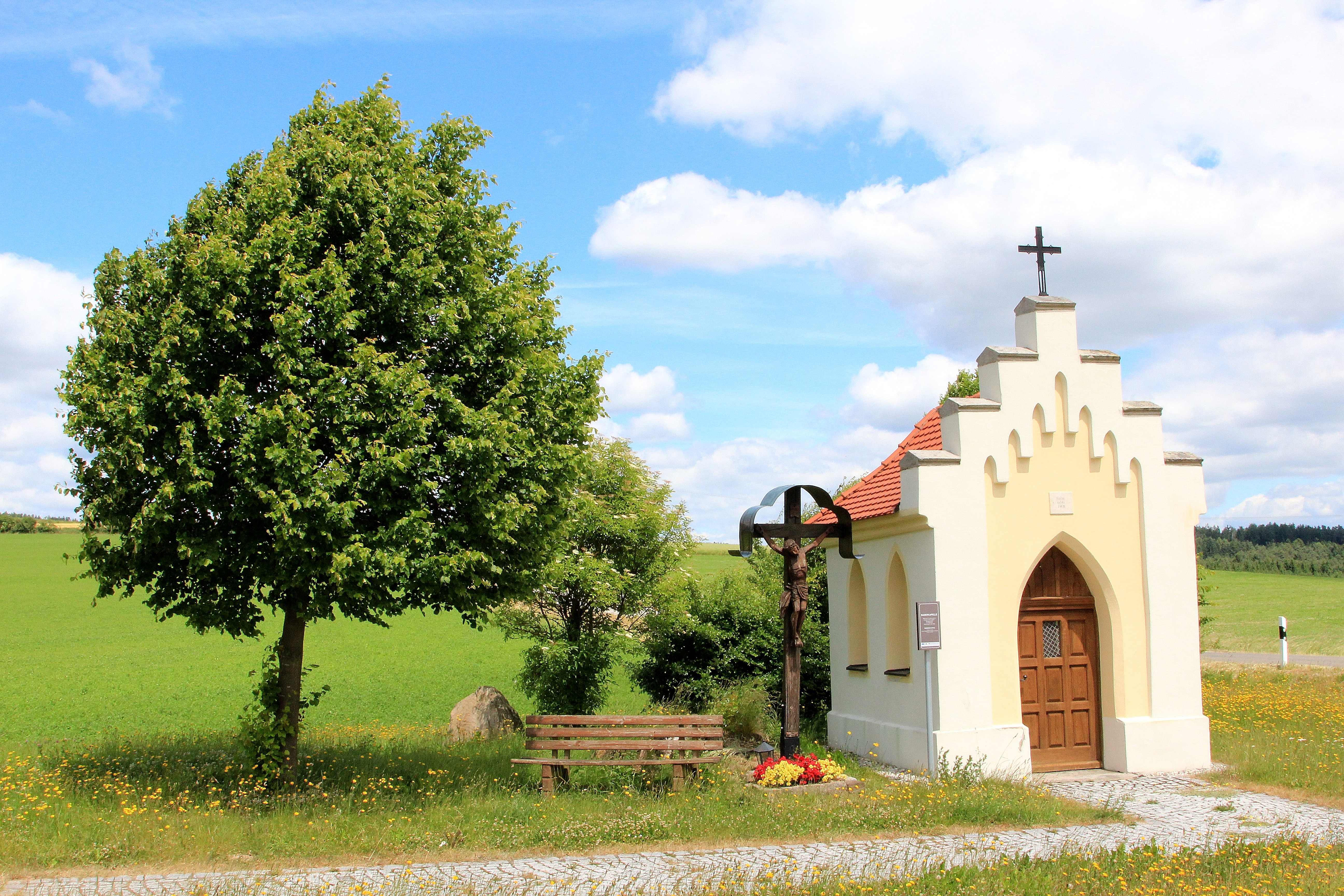
Baderkapelle (2017)
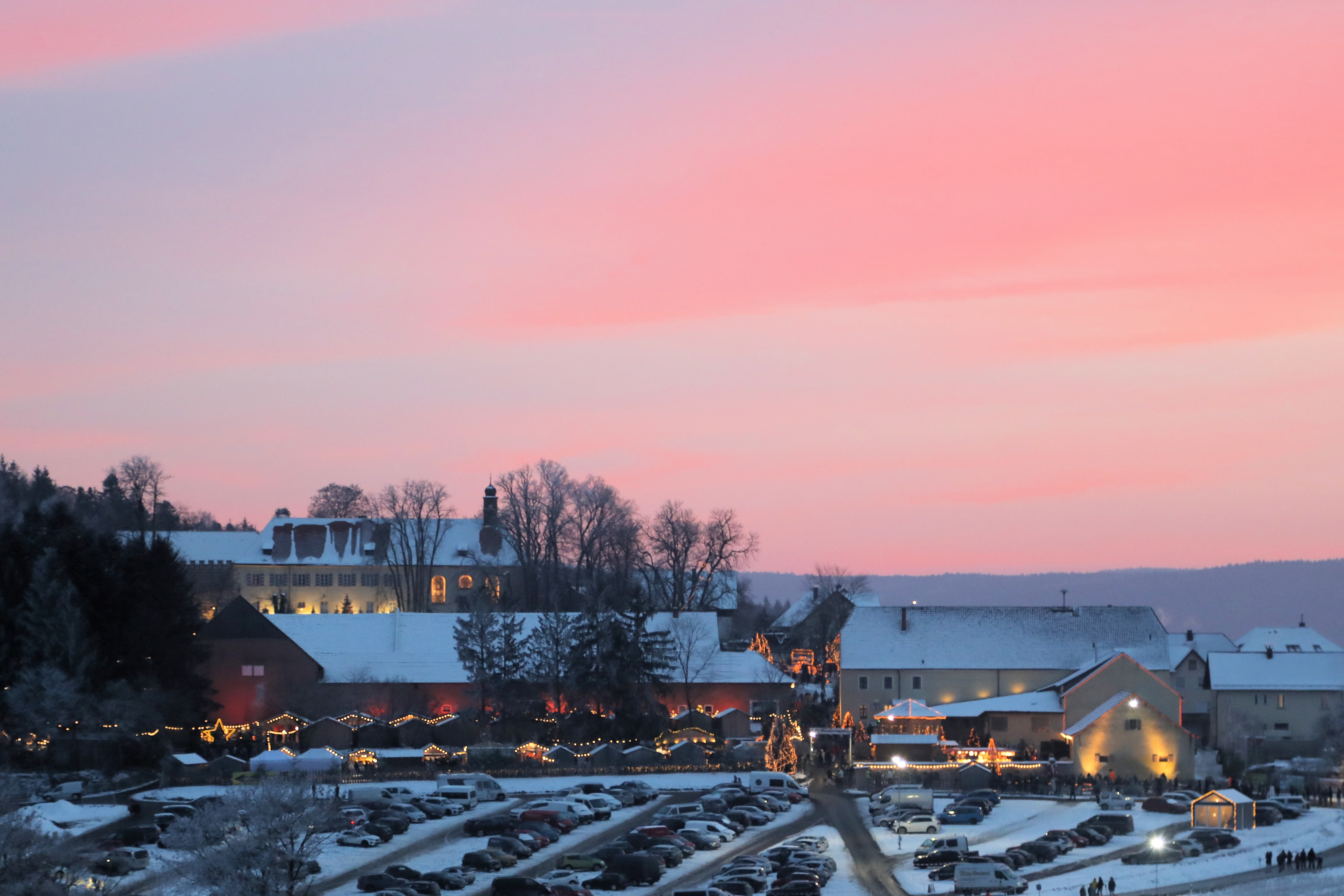
Weihnachtsmarkt (2022)
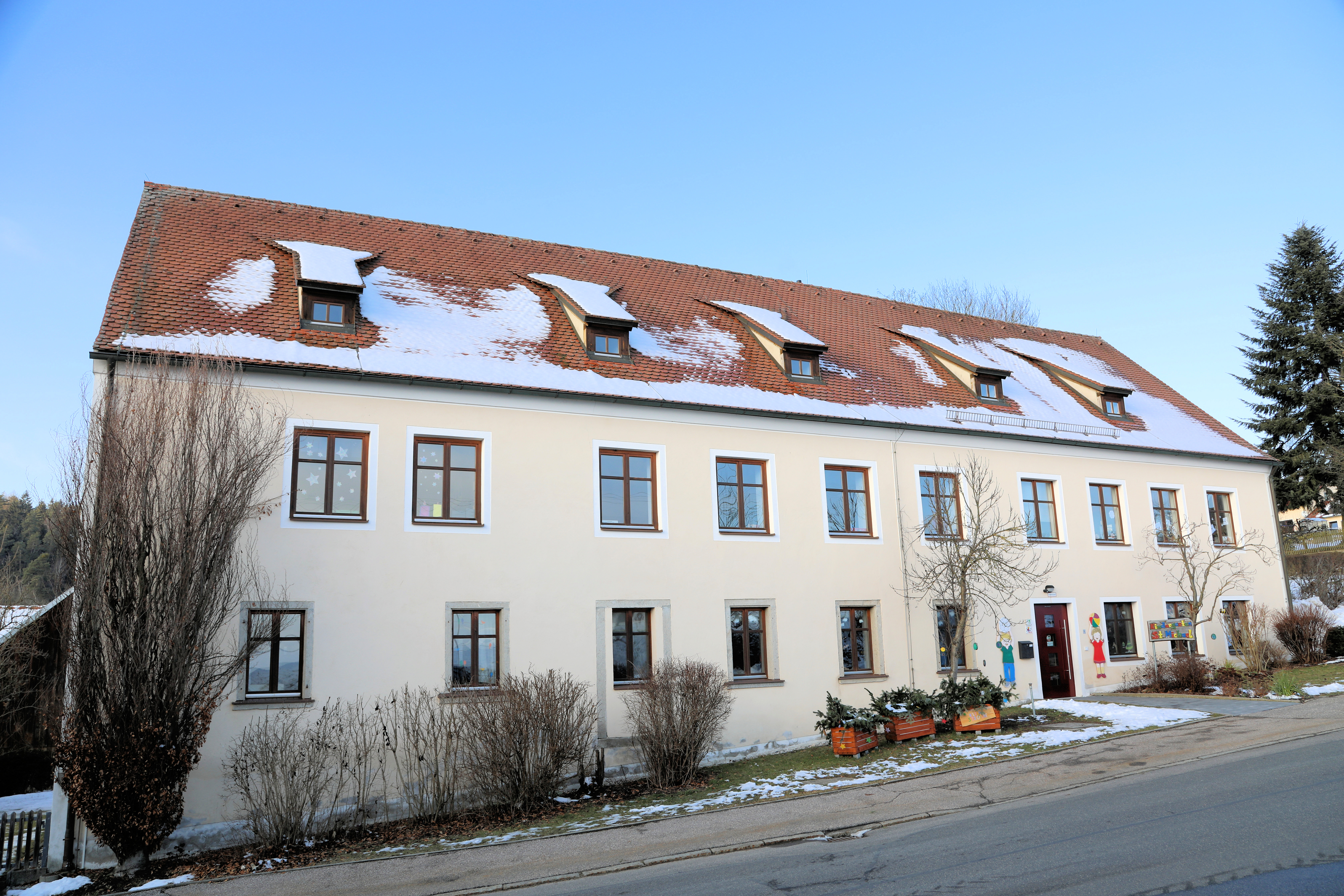
Kindergarten, Grundschule (2022)